# NGC 7577
NGC 7577 ist eine Galaxie vom Hubble-Typ S im Sternbild Fische auf der Ekliptik. 
Das Objekt wurde am 7. Oktober 1885 vom französischen Astronomen Guillaume Bigourdan entdeckt.